# Don McGuire
Pour les articles homonymes, voir McGuire.
Don McGuire (né le 28 février 1919 à Chicago, Illinois et mort le 13 avril 1999  à Los Angeles) est un acteur, scénariste, réalisateur et producteur américain de cinéma et de télévision.

## Filmographie

### Comme acteur
- 1945 : Bombes sur Hong-Kong (God Is My Co-Pilot) de Robert Florey : A.V.G. Groundman (non crédité)
- 1945 : Pillow to Post de Vincent Sherman : Sailor at Bus Station (non crédité)
- 1945 : L'Orgueil des marines (Pride of the Marines) de Delmer Daves : Irish
- 1945 : Too Young to Know de Frederick de Cordova : Lt. Yates
- 1945 : San Antonio de David Butler, Robert Florey (non crédité) et Raoul Walsh (non crédité) : Cowboy (non crédité)
- 1946 : Two Guys from Milwaukee de David Butler : Motor Cop in Trailer (non crédité)
- 1946 : Shadow of a Woman de Joseph Santley : Johnnie, MacKellar's Photographer
- 1946 : Humoresque de Jean Negulesco : Eddie
- 1947 : L'Homme que j'aime (The Man I Love) de Raoul Walsh : Johnny O'Connor
- 1947 : L'Amant sans visage (Nora Prentiss) de Vincent Sherman : Truck Driver who Hits Nora
- 1947 : That Way with Women (en) de Frederick de Cordova : Slade
- 1947 : Love and Learn de Frederick de Cordova : Delaney
- 1947 : La Possédée (Possessed) de Curtis Bernhardt : Dr. Craig
- 1947 : Always Together de Frederick de Cordova : McIntyre, Reporter
- 1947 : Rose d'Irlande (My Wild Irish Rose) de David Butler : Terry O'Rourke
- 1948 : Bien faire... et la séduire (The Fuller Brush Man) de S. Sylvan Simon : Keenan Wallick
- 1948 : Wallflower (en) de Frederick de Cordova : Stevie Wilson
- 1948 : I Surrender Dear (en) de Arthur Dreifuss : Tommy Tompkins
- 1948 : Congo Bill de Spencer Gordon Bennet et Thomas Carr : Congo Bill
- 1948 : Whiplash de Lewis Seiler : Markus
- 1949 : Boston Blackie's Chinese Venture (en) de Seymour Friedman : Les, the bus guide
- 1949 : The Threat (en) de Felix E. Feist : Joe Turner
- 1950 : Joe Palooka Meets Humphrey (en) de Jean Yarbrough : Mitchell
- 1950 : Armored Car Robbery de Richard Fleischer : Détective Danny Ryan
- 1950 : Sideshow de Jean Yarbrough : Steve Arthur
- 1950 : Corruption (The Underworld Story) de Cy Endfield : Reporter au bar (non crédité)
- 1951 : Vénus en uniforme (Three Guys Named Mike) de Charles Walters : MacWade Parker
- 1951 : Une veine de... (Double dynamite) de Irving Cummings : R.B. 'Bob' Pulsifer Jr.
- 1957 : Prisonnier de la peur (Fear Strikes Out) de Robert Mulligan : Attendant (non crédité)
- 1957 : Le Délinquant involontaire (The Delicate Delinquent) de Don McGuire : Policier (non crédité)
- 1957 : Hear Me Good (en) de Don McGuire : TV Cameraman (non crédité)
- 1957 : Violence dans la vallée (The Tall Stranger) de Thomas Carr : Settler
- 1959 : Ce monde à part (The Young Philadelphians) de Vincent Sherman : Bartender
- 1962 : Don't Call Me Charlie (en) : Genéral Nuxhall (Play It, Sam : saison 1, épisode 18)

### Comme scénariste

#### Au cinéma
- 1949 : How to Smuggle a Hernia Across the Border (en) (court métrage) de Jerry Lewis
- 1950 : Les Âmes nues (Dial 1119) de Gerald Mayer
- 1950 : Double Deal (en) de Abby Berlin (en)
- 1952 : Quand tu me souris (Meet Danny Wilson) de Joseph Pevney
- 1952 : Back at the Front de George Sherman
- 1953 : Les Yeux de ma mie (Walking My Baby Back Home) de Lloyd Bacon
- 1954 : Le clown est roi (3 Ring Circus) de Joseph Pevney
- 1955 : Un homme est passé (Bad Day at Black Rock) de John Sturges
- 1955 : Artistes et Modèles (Artists and Models) de Frank Tashlin
- 1956 : Johnny Concho de Don McGuire
- 1957 : Le Délinquant involontaire (The Delicate Delinquent) de Don McGuire
- 1957 : Hear Me Good (en) de Don McGuire
- 1970 : Trois Réservistes en java (Suppose They Gave a War and Nobody Came?) de Hy Averback
- 1982 : Tootsie de Sydney Pollack

#### À la télévision
- 1955 : Allen in Movieland de Dick McDonough
- 1956 : The Dinah Shore Show (en) (saison 5, épisode 37)
- 1959-1962 : Hennesey (en) (94 épisodes)
- 1962 : Charley Angelo (téléfilm) de Don McGuire
- 1962-1963 : Don't Call Me Charlie (en) (Vive Judson McKay : saison 1, épisode 1 / Play It, Sam : saison 2, épisode 12 / Lorenzo Johnson, D.V.M., Retired : saison 1, épisode 18)
- 1965 : Summer Playhouse (en) (McGhee : épisode diffusé le 28 juin 1965)
- 1965 : Mona McCluskey (en) (épisode pilote)
- 1979 : Tant qu'il y aura des hommes (en) (From Here to Eternity) (mini-série)

### Comme réalisateur

#### Au cinéma
- 1956 : Johnny Concho
- 1957 : Le Délinquant involontaire (The Delicate Delinquent)
- 1957 : Hear Me Good (en)

#### À la télévision
- 1960-1961 : Hennesey (en) (7 épisodes)
- 1962 : Charley Angelo (téléfilm)
- 1962 : Don't Call Me Charlie (en) (Vive Judson McKay : saison 1, épisode 1 et Play It, Sam : saison 2, épisode 12)
- 1965 : Summer Playhouse (en) (McGhee : épisode diffusé le 28 juin 1965)
- 1965 : Mona McCluskey (en) (épisode pilote)

### Comme producteur

#### Au cinéma
- 1952 : Quand tu me souris (Meet Danny Wilson) de Joseph Pevney
- 1957 : Hear Me Good (en) de Don McGuire

#### À la télévision
- 1959-1960 : Hennesey (en) (The Baby Sitter : saison 1, épisode 11 et Hail to the Chief : saison 2, épisode 1)
- 1962-1963 : Don't Call Me Charlie (en) (18 épisodes)
- 1965 : Summer Playhouse (en) (McGhee : épisode diffusé le 28 juin 1965)